# پایگاه هوایی چاتاودون
پایگاه هوایی چاتاودون (به انگلیسی: Châteaudun Air Base) (به زبان بومی: Base aérienne 279) یک فرودگاه نظامی است که یک باند فرود آسفالت دارد و طول باند آن ۲۳۰۲ متر است. این فرودگاه در کشور فرانسه قرار دارد و در ارتفاع ۱۳۲ متری از سطح دریا واقع شده‌است.